# 米夏埃尔·哈内克
米夏埃尔·哈内克（德語：Michael Haneke，德語發音：[ˈhaːnəkə]；1942年3月23日—），奧地利電影導演，生於德國慕尼黑。米夏埃尔·哈内克的作品可分為奧地利時期跟法國時期，以社會議題而聞名於世。他的法國時期有兩部作品獲得大獎：2001年的《鋼琴教師》為他拿下第54屆坎城影展評審團大獎（以及雙料最佳男、女演員），2005年的《隱藏攝影機》拿下第58屆坎城影展最佳導演獎，並在2005年的歐洲電影獎拿下最佳影片、最佳導演、最佳男演員（Daniel Auteuil）、最佳剪接等等獎項。2009年以《白色緞帶》在第62届戛纳国际电影节上获得金棕榈奖。2012年他以《愛·慕》再度斩获第65屆坎城影展金棕榈奖，也是三年內第二度獲得該獎，成為史上第7位獲得兩次金棕榈奖的導演。

## 生平

### 早年
哈内克于1942年出生在德國慕尼黑，父母是德國演員與導演弗里茨·漢內克和奧地利女演員貝婭特麗克斯·馮·德根希爾德，但他的父亲在战后无法回到奥地利，于是他的母亲与一位犹太裔作曲家亚历山大·史坦布雷赫再婚。他曾受纳粹迫害，回到维也纳后成为了城堡乐团（Burgtheater）的音乐总监。哈内克由他的阿姨在位于维也纳以南五十公里处的乡下抚养长大。在哈内克小时候，他的阿姨就希望他学习钢琴，因为在那个年代，小资产阶级的男孩学习钢琴是一种社会风气。不过对此他一开始非常排斥，直到有一次他听到了韩德尔的《弥赛亚》，从此喜欢上了古典音乐。哈内克还在一次采访中提及，他在“青春期的压力还没那么大时”曾有过做牧师的志向，虽然他们家从不上教堂。到了青春期时，他极度讨厌学校的一切形式，这时他的创作兴趣他又转向了诗歌，但他从不给他的男性朋友欣赏。在十五岁时，他因《群魔》而喜欢上了陀斯妥耶夫斯基。在通过大学会考后，他选择了哲学系。但在学业一次研讨会中，有一位学生以严谨的论文质疑了维特根斯坦的《逻辑哲学论》，这让他意识到自己永远无法成为一名哲学家，他在后来的采访中表示，这让他“挺沮丧的”。哈内克于大学第四年结婚，他也因此开始工作。一开始，他在工厂做工，然后做了司机，最后在邮局的柜台工作。同时他还为电台和报社工作。1967年，哈内克经过父亲的介绍进入了位于巴登-巴登的德國電視二台实习，为期三个月。

### 导演生涯
哈内克在1974年拍摄了他的首部电视电影《接下来......》，剧本改编自詹姆斯·桑德斯的广播剧剧本《利物浦之后》（After Livepool）。1975年，他拍摄了第二部作品《大型垃圾》（Sperrmüll），片名指的是政府规定的垃圾分类，也是一种隐喻。哈内克自己说，到结尾时，这个大型垃圾并不只指一般意义的垃圾，而是直指主角。但这部作品连他自己都觉得很烂。第二年，他执导了由西南电视台和奥地利广播集团共同制片的电视电影《去湖三条路》，这部电影改编自奥地利作家英格伯曼·巴赫曼(Ingeborg Bachmann)的小说。1979年，哈内克拍摄了他的首部个人电影《旅鼠》（Lemminge），这部电影的剧本是哈内克的原创。电影被分为两个部分，分别为“阿卡迪亚（Arkadien）”和“伤痕（Verletzungen）”。这部电影中的许多场面在当时都是大胆的尝试，如性行为和堕胎,但制片方在阅读剧本时没有对此任何修改的意见。1989年，哈内克拍摄了他的第一部荧幕处女作《第七大陸》（Der siebente Kontinent），这也是他的“冰川三部曲”的开章。
三年後，哈内克執導備受爭議的電影《班尼的錄影帶》（Benny's Video），並因此成名。哈内克在2001年獲得生涯首次重大且關鍵的成功，執導電影《鋼琴教師》。它在2001年的第54屆坎城影展上贏得了評審團大獎，班諾·馬吉梅和伊莎貝·雨蓓也分別獲得最佳男演員和最佳女演員獎。茱麗葉·畢諾許表示有興趣與他一起工作後，他與她兩度合作，例如2000年的《巴黎浮世繪》與2005年的《隱藏攝影機》（Caché）。哈内克經常與德國演員乌尔里希·穆埃和苏珊娜·罗莎合作，他們也是現實生活中的伴侶。2006年，哈内克在巴黎国家歌剧院执导了他的首部歌剧作品《唐璜》。

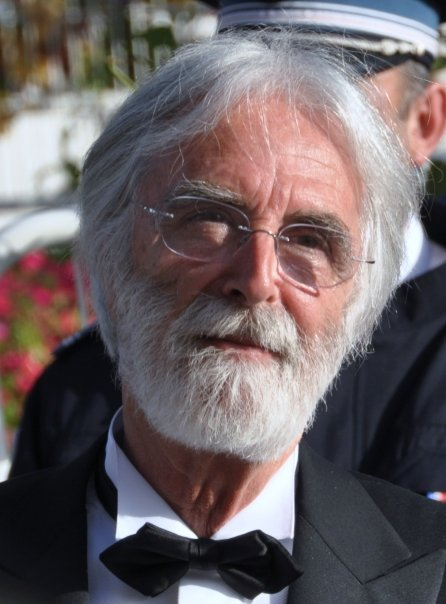
米夏埃尔·哈内克

2009年，他執導的電影《白色緞帶》在2009年的第62屆坎城影展上首映并获得当年金棕榈奖和费比西奖。這部電影背景為1913年德國北部的一個小鎮，當地發生奇怪的事件，描繪了一個類似法西斯般的氛圍，當時孩子受到嚴格的規範，並受到大人嚴厲的懲罰，奇怪的死亡事件相繼發生。坎城電影節評委會授予了漢內克金棕櫚獎，當時主席為伊莎貝·雨蓓，成員包含艾莎·阿基多、哈尼夫·庫瑞席和羅蘋·萊特·潘等人。2012年，他執導的電影《愛·慕》再度贏得了金棕櫚獎。因此，漢內克已經贏得了兩次金棕櫚獎，與弗朗西斯·福特·科波拉、今村昌平、達頓兄弟、比利·奧古斯特、艾褔·史約柏格與艾米爾·庫斯杜力卡齊名。
米夏埃尔·哈内克認為電影應該為觀眾提供更多的想像和自我反思的空間。哈内克認為，電影包含太多的細節和道德上的純潔來盲目地消費觀眾。對於觀眾來說，往往難以確定哈内克電影表達出的理念和確切傳達的訊息。
他的多部電影都有一個刻板的資產階級夫婦，稱為安娜/安妮和喬治，例如《第七大陸》、《班尼的錄影帶》、《大快人心》、《巴黎浮世繪》、《惡狼年代》、《隱藏攝影機》、《大劊人心》、《愛·慕》。這對夫妻的身份以及演員在不同電影中持續改變。有時，他們的姓氏為洛朗。
他執導的2012年電影《愛·慕》被奧地利選定為第85屆奧斯卡金像獎代表，角逐奧斯卡最佳外語片獎，並且順利贏得該獎項。
2018年，哈内克开始执导由德国制片公司UFA制片的英语剧集《凯文之书》（Kelvin's book），不过目前处于搁置状态。

## 舞台劇
他執導過許多舞台劇，其中包括在柏林、慕尼黑和維也納等地演出奥古斯特·斯特林堡、约翰·沃尔夫冈·冯·歌德與海因里希·馮·克萊斯特的作品。2006年，他擔任歌劇導演，於巴黎國立歌劇院首演莫扎特的歌劇《唐·喬望尼》，當時巴黎劇院的總經理是杰拉德·莫蒂埃。2012年，他在紐約市歌劇院指揮歌劇《女人皆如此》。2013年在马德里皇家剧院实现了演出。

## 作品主題
米夏埃尔·哈内克的電影以不帶感情色彩和令人不安的影像來探討如觀注社會問題，包含資產階級家庭與暴力問題等。現代藝術博物館於2007年展出其一系列作品，並補充說這些電影的主題是“社會異化和社會崩潰；暴力的剝削和消費；資產階級家庭作為法西斯衝動的溫床；個人責任和集體責任；以及攝影圖像的倫理”。漢內克亦運用長鏡頭而非快速剪輯或快節奏剪輯而聞名。他更喜歡讓場景緩慢展開，讓觀眾充分感受每個瞬間的緊張和情感。為觀眾營造了一種親密感，讓他們沉浸於場景之中。他也運用靜態鏡頭、模稜兩可的結局、後設敘事和靜默。漢內克也與伊莎貝·雨蓓和茱麗葉·畢諾許多次合作拍攝多部電影。

## 作品

### 电影
- 1974年：《利物浦之後》（After Liverpool）
- 1975年：《大型垃圾》（Sperrmäull）
- 1976年：《去湖三条路》（Drei Wege zum See）
- 1979年：《旅鼠》（Lemminge）
- 1983年：《变奏曲》（Variation - oder Daß es Utopien gibt, weiß ich selber!）
- 1984年：《谁是埃德加·爱伦》（Wer war Edgar Allan?）
- 1986年：《未婚女子》（Fraulein - Ein deutsches Melodram）
- 1989年：《第七大陸》
- 1992年：《班尼的錄影帶（德语：Benny’s Video）》
- 1993年：《叛乱》（Die Rebellion）
- 1994年：《禍然率71（德语：71 Fragmente einer Chronologie des Zufalls）》
- 1997年：
  - 《大快人心》（Funny Games)
  - 《城堡（德语：Das Schloß (1997)）》
- 2000年：《巴黎浮世繪（法语：Code inconnu）》
- 2001年：《鋼琴教師》（La Pianiste）
- 2003年：《惡狼年代（法语：Le Temps du loup）》
- 2005年：《隱藏攝影機》
- 2007年：《大劊人心》（Funny Games）
- 2009年：《白色緞帶》（Das weiße Band）
- 2012年：《愛·慕》（Amour）
- 2017年：《快樂結局（法语：Happy End (film, 2017)）》（Happy End）

### 电视剧
- 《凯文之书/凯文的书卷》(Kelvin's book)

## 相關文獻
- Catherine Wheatley:  Michael Haneke's Cinema: The Ethic of the Image, New York: Berghahn Books, 2009, ISBN 1-84545-722-6 review （页面存档备份，存于）
- Michael Haneke. Special Issue of Modern Austrian Literature. 43.2, 2010.

## 外部連結
维基共享资源上的相關多媒體資源：米夏埃尔·哈内克
- 米夏埃尔·哈内克在互联网电影资料库（IMDb）上的資料（英文）
- 米夏埃尔·哈内克在豆瓣上的资料（简体中文）